# Chlorops troglodytes
Chlorops troglodytes är en tvåvingeart som först beskrevs av Zetterstedt 1848.  Chlorops troglodytes ingår i släktet Chlorops och familjen fritflugor. Arten är reproducerande i Sverige. Inga underarter finns listade i Catalogue of Life.